# Parafia Wszystkich Świętych w Elblągu
Parafia Wszystkich Świętych w Elblągu – rzymskokatolicka parafia położona w diecezji elbląskiej, w dekanacie Elbląg-Śródmieście. Erygowana w 1971 roku prz biskupa warmińskiego Józefa Drzazgę.